# HD 194612
HD 1944612 eller HR 7812 är en ensam stjärna belägen i den mellersta delen av stjärnbilden Oktanten. Den har en skenbar magnitud av ca 5,89 och är svagt synlig för blotta ögat där ljusföroreningar ej förekommer. Baserat på parallax enligt Gaia Data Release 3 på ca 4,30 mas, beräknas den befinna sig på ett avstånd på ca 760 ljusår (233 parsek) från solen. Den rör sig bort från solen med en heliocentrisk radialhastighet på ca 0,3 km/s.

## Egenskaper
HD 194612 är en orange till röd jättestjärna i huvudserien av spektralklass K5 III, som befinner sig på den röda jättegrenen Den har en massa som är lika med ca 2,1 solmassor, en radie som är ca 60 solradier och utsänder energi från dess fotosfär motsvarande ca 600 gånger solen vid en effektiv temperatur av ca 3 900 K.